# Kaliko
Le keliko, kaliko ou kalikoti est une langue soudanique centrale parlée en Ouganda, en République démocratique du Congo et au Soudan du Sud.

## Écriture
| A a | B b   | ꞌB ꞌb | C c | D d   | ꞌD ꞌd   | Dr dr | E e | Ẹ ẹ   | F f     | G g   | Gb gb | H h   | I i | Ị ị   | J j |
| K k | Kp kp | L l   | M m | Mb mb | Mgb mgb | Mv mv | N n | Nd nd | Ndr ndr | Ng ng | Nj nj | Ny ny | Ŋ ŋ | Ŋm ŋm | O o |
| Ọ ọ | P p   | R r   | S s | T t   | Tr tr   | U u   | Ụ ụ | V v   | W w     | ꞌW ꞌw | Y y   | ꞌY ꞌy | Z z | ꞌ     |     |

Les tons sont indiqués sur les lettres des voyelles à l’aide de signes diacritiques, :
- le ton haut avec l’accent aigu ‹ á é ẹ́ í ị́ ó ọ́ ú ụ́ › ;
- le ton moyen sans signe diacritique ‹ a e ẹ i ị o ọ u ụ › ;
- le ton bas avec le tilde  ‹ ã ẽ ẹ̃ ĩ ị̃ õ ọ̃ ũ ụ̃ ›.